# Йи (буква дезеретского алфавита)
𐐏, 𐐷 (йи, англ. ye; в Юникоде называется йи, англ. yee) — шестнадцатая буква дезеретского алфавита, использовавшегося для записи английского языка Церковью Иисуса Христа Святых последних дней в 1854—1875 годах.

## Использование
Обозначала полугласный [j], который в традиционной английской орфографии записывается как y. Изначально могла также обозначать слог [ji], соответствующий названию буквы, но после 1869 года такой способ записи применялся только для отдельно стоящих букв; в частности, отдельно стоящая 𐐷 обозначала слово ye. В варианте английского фонотипического алфавита Эллиса и Питмана 1847 года, на котором был основан дезеретский алфавит, данной букве соответствовала Y y.
В романизации ALA-LC для дезеретского письма, принятой в 2016 году, эта буква передаётся как Y y.

## Кодировка
Буква была впервые предложена для внесения в Юникод Джоном Х. Дженкинсом 8 ноября 1996 года, её заглавную и строчную формы предлагалось закодировать за пределами Основной многоязычной плоскости (BMP) на неопределённых кодовых позициях U+xxx0F и U+xxx3F. 5—6 декабря заявка была одобрена Техническим комитетом Юникода (UTC). 20 января 1997 года была подана заявка в WG2, которая была принята 20—24 января.
16 октября 1998 Майкл Эверсон предложил изменить порядок символов при кодировке дезеретского алфавита, разместив строчные буквы непосредственно после соответствующих заглавных, заглавное и строчное начертания данной буквы он поставил на кодовые позиции U+1101E и U+1101F соответственно. 23 января 1999 он пересмотрел своё решение и предложил закодировать символы в том же порядке, который ранее предложил Дженкинс, но сдвинув строчные буквы на 8 кодовых позиций назад, что позволило бы сэкономить один столбец из 16 кодовых позиций; для заглавной и строчной форм данной буквы он на сей раз предложил кодовые позиции U+1110F и U+11137.
Заглавная и строчная формы буквы были включены в Юникод в версии 3.1, вышедшей в марте 2001 года, под шестнадцатеричными кодами U+1040F и U+10437 соответственно, они входят в блок «Дезеретское письмо» (англ. Deseret).
12 апреля 1997 года Джон Х. Дженкинс подал заявку на включение дезеретского алфавита в ConScript Unicode Registry, заглавную и строчную формы данной буквы предлагалось разместить в области для частного использования на кодовых позициях U+E83F и U+E86F соответственно. В том же году данная буква была включена в CSUR, а после внесения дезеретского алфавита в Юникод в 2001 году — исключена.
В 2002 году Кеннет Р. Бизли разработал LAΤΕΧ-совместимый шрифт desalph на METAFONT, заглавная и строчная формы буквы в нём вызываются командами \daucye и \dalcye соответственно, или, более коротко, \uc{j} и j (только внутри команды \textda{}).